# 중서부 지방 (브라질)

중서부 지방의 위치

중서부 지방(브라질 포르투갈어: Região Centro-Oeste do Brasil)은 브라질의 지방 가운데 하나로 브라질 중서부 지방을 가리킨다. 면적은 1,612,077.2km2, 인구는 2005년 기준으로 13,040,246명이며 브라질 전체 면적의 18.86%를 차지한다. 고이아스주, 마투그로수주, 마투그로수두술주, 연방구가 이 지방에 위치한다.